# REC
 REC je španska zombi grozljivka iz leta 2007, delo režiserjev in scenaristov Jauma Balaguera in Paca Plaza. Film je bil sneman v Španiji v Barceloni. Naslov, ki sicer pomeni snemanje se pojavlja med snemanjem na video kamerah.
Balaguero in Plaza sta pred tem režirala film iz leta 2002 z naslovom OT: la película. REC je posnet v žanru najdenih posnetkov, v tehniki ''tresoče kamere''. Po filmu je bil leta 2008 posnet ameriški remake Karantena (Quarantine).
Film je prvi iz serije filmov REC, sledijo pa mu tri nadaljevanja; REC 2 iz leta 2009, REC 3: Geneza (REC 3: Genesis) iz leta 2012 in REC 4 iz leta 2014 kot končni izdelek filmske serije. Špansko podjetje Filmax International je izdalo vse štiri filme.

## Vsebina
Novinarka Angela Vidal (Manuela Velasco) in snemalec Pablo snemata prispevek o nočni izmeni gasilcev v Barceloni za oddajo Medtem ko ste spali. Med snemanjem, gasilci dobijo klic o ženski ge. Izquierdo, ki je zaprta v svoje stanovanje in kriči. Angela in Pablo se odpravita z gasilcema Alexom in Manujem v stavbo, kjer jih čakata dva policista. Ko pridejo do starejše ženske, ta postane agresivna in ugrizne enega izmed policistov v vrat.
Ko odnesejo ranjenega policista po stopnicah, najdejo v avli ostale prebivalce stavbe. Policija in vojska obkroži stavbo in ne spusti iz nje nobenega. Ljudje zaženejo paniko in Alex, ki je ostal v sobi s starejšo gospo, pade iz velike višine v avlo in je resno poškodovan. Policist Sergio, je zato prisiljen ustreliti starejšo žensko. Angela in Pablo začneta izpraševati prebivalce, vključno z bolno deklico Jennifer. Njena mati Maricarmen pove, da ima angino in da je njihov pes Max pri veterinarju, ker je prav tako bolan. 
Poškodovane odpeljejo v skladišče tekstilne tovarne. Nato prispe zdravstveni inšpektor v zaščitni obleki, da bi jih pozdravil. Nenadoma poškodovani postanejo agresivni in začnejo napadati druge prebivalce. Vsi pobegnejo razen Guliema, ki ga zaklenejo v skladišče. Inšpektor jim pojasni, da so oboleli okuženi z virusom, podobnemu steklini. Pove jim, da je prenašalec bolezni pes iz te stavbe in Angela ugotovi, da je to Max. Takrat se Jennifer spremeni, začne bruhati kri na svojo mamo in zbeži po stopnicah navzgor.
Sergio vklene Maricarmen v ograjo stopnic, in se odpravi s Pablom in Manuem po stopnicah. Najdejo Jennifer, ki ugrizne Sergia, on pa jim naroči naj ga pustijo samega. Manu in Pablo opazita prebivalce, ki bežijo po stopnicah, saj so okuženi odprli vrata skladišča. Vklenjeno Mari pustijo za sabo ter skupaj z Angelo, prebivalcem Césarjem in ugriznjenim inšpektorjem se zatečejo v prazno stanovanje. César pove, da je še en izhod skozi klet, vendar ima ključe Guliem. Okuženi zdravstveni inšpektor ugrizne Césarja in prisili ostale, da pobegnejo. Angela, Pablo in Manu si morajo izboriti svojo pot do Guliemovega stanovanja v tretjem nadstropju. 
Angela in Pablo najdeta ključ, vendar odkrijeta da je Manu prav tako postal okužen. Oba pobegneta v najvišje nadstropje in se zatečeta v neko stanovanje. Tam najdeta zvočni posnetek, ki pojasnjuje izvir virusa. Najemnik stanovanja je bil agent iz Vatikana. Verjel je, da mora obstajati biološki izvor demonske obsedenosti. Ugrabil je obsedeno dekle Tristano Medeiros in jo v stanovanju uporabljal za svoje raziskave. Toda, ker je vzrok obsedenosti postajal vedno močnejši, mu ni preostalo drugega kot da jo zapre v stanovanje in jo prepusti lakoti.  
Pablo skuša s kamero posneti podstrešje, vendar okužen otrok skoči pred kamero in pokvari luč na njej. Pablo zato vklopi v nočno verzijo snemanja in opazi popolnoma spremenjeno Tristano, ki zdaj po stanovanju išče hrano. Angela in Pablo skušata pobegniti, vendar Tristana ubije Pabla, ki odvrže kamero. Angela jo pobere in vidi Tristano kako je Pabla. Zažene paniko in odvrže kamero. Kamera še naprej snema in posname Angelo, ki jo nekaj v krikih odvleče v temo.

## Igralci
- Manuela Velasco kot Ángela Vidal
- Pablo Rosso kot Pablo
- Ferrán Terraza kot Manu
- David Vert kot Álex
- Jorge-Yaman Serrano kot Sergio
- Vicente Gil kot starejši policist
- Carlos Vicente kt Guillem Marimón
- Carlos Lasarte kot César
- María Lanau kot Mari Carmen
- Claudia Silva kot Jennifer
- Martha Carbonell kot ga. Izquierdo
- Akemi Goto kot Japonka
- Chen Min Kao kot Kitajec
- María Teresa Ortega kot babica
- Manuel Bronchud kot dedek
- Javier Botet kot Tristana Medeiros
- Ben Temple kot zdravnik
- Ana Velasquez kot Kolumbijka
- Daniel Trinh kot kitajski otrok
- Marita Borrego kot Operadoras Cuartel Bomberos
- Jana Prats - Operadoras Cuartel Bomberos (kot Ana Prats)
- Víctor Massagué kot otrok na podstrešju
- Javier Coromina kot glas Pabla